# Pre.VoThM
『Pre.VoThM』は2003年8月27日発売のVoThMの1枚目のライブ・アルバムである。

## 解説
- VoThMとしては初のライブ・アルバム
- 前作のアルバム『Welcome』の曲を全て収録

## 収録曲
| 全作詞: 渡辺英樹、全作曲: 丸山正剛、全編曲: VoThM。 |                                  |          |            |
| #                                                   | タイトル                         | 作詞     | 作曲・編曲 |
| 1.                                                  | 「Welcome」                      | 渡辺英樹 | 丸山正剛   |
| 2.                                                  | 「場合によってはランクを下げろ」 | 渡辺英樹 | 丸山正剛   |
| 3.                                                  | 「アニマルファーム」             | 渡辺英樹 | 丸山正剛   |
| 4.                                                  | 「夕べのキミ」                   | 渡辺英樹 | 丸山正剛   |
| 5.                                                  | 「何だって?」                    | 渡辺英樹 | 丸山正剛   |
| 6.                                                  | 「月の出ないWEDNESDAY」          | 渡辺英樹 | 丸山正剛   |
| 7.                                                  | 「1st of August」                | 渡辺英樹 | 丸山正剛   |
| 8.                                                  | 「KAZE」                         | 渡辺英樹 | 丸山正剛   |
| 9.                                                  | 「元気だった?」                  | 渡辺英樹 | 丸山正剛   |

## 楽曲解説
1. Welcome
  - 4thアルバム『 Welcome』のタイトル曲。
2. 場合によってはランクを下げろ
3. アニマルファーム
4. 夕べのキミ
  - 1stアルバム『VoThM (インディーズ)』に収録されている楽曲の新録バージョン。
5. 何だって?
6. 月の出ないWEDNESDAY
7. 1st of August. 2002
  - 3rdアルバム『VoThM』に収録されている楽曲の新録バージョン。
8. KAZE
9. 元気だった?